# Homerův a Nedův poslední výkop
Homerův a Nedův poslední výkop (v anglickém originále Homer and Ned's Hail Mary Pass) je 8. díl 16. řady (celkem 343.) amerického animovaného seriálu Simpsonovi. Scénář napsal Tim Long a díl režíroval Steven Dean Moore. V USA měl premiéru dne 6. února 2005 na stanici Fox Broadcasting Company a v Česku byl poprvé vysílán 10. června 2007 na stanici ČT2.

## Děj
Simpsonovi jdou do Springfieldského parku a zjistí, že se z něj stala skládka odpadků. Uvidí nedaleký charitativní karneval, kde jsou vybírány peníze na pomoc parku. Bart vyhraje hlavní cenu v karnevalové hře, avšak Homer ho porazí a začne tančit vítězný tanec. Ned Flanders tento tanec zachytí na video a Komiksák jej umístí na své webové stránky. Brzy vidí Homerův trapný tanec celý svět a poníží jej. Několik významných sportovních hvězd však Homera požádá, aby je naučil složité vítězné tance. 
Ned mezitím pomocí své kamery natočí film o Kainu a Ábelovi (Rod a Todd). Všem se film líbí, kromě Marge, jíž připadá krvavý a nechutný. Pan Burns se rozhodne financovat Nedův další film, Příběhy Starého zákona (který má stopáž 800 minut – více než 13 hodin). Krvavost filmu Marge rozzlobí a při promítání oznámí, že bude protestovat proti všemu, co Burns vlastní. Burns opáčí, že vlastní městskou jadernou elektrárnu a jiný zdroj energie neexistuje. Když dav vyrukuje s alternativními formami energie, které mohou použít, Burns uzná porážku a prohlásí, že film už nikdy neuvidí, což Neda velmi vyděsí. 
Homerovy vítězné tance rozčilují některé puristické fanoušky, ale stanou se natolik populárními, že je najat, aby vytvořil profesionální choreografii pro poločasovou show Super Bowlu. Když se mu nedaří nic vymyslet, vyhledá v předvečer zápasu Neda v kostele. Společně se rozhodnou zinscenovat jeden z Nedových biblických příběhů, a tak na Super Bowlu Ned a Homer zinscenují příběh o Noemově arše, na jehož konci se objeví Ned a přečte úryvek z Bible. Publikum se vysmívá a bučí, zatímco Homer i Ned jsou zklamaní. Média a veřejnost později Super Bowl obviní, že svým „do očí bijícím projevem slušnosti“ vnucuje zemi křesťanství.

## Produkce
Epizoda odhaluje skutečné jméno postavy Komiksáka, které zní Jeff Albertson. Dlouhodobým vtipem v seriálu bylo, že jméno této postavy nebylo nikdy odhaleno a ostatní postavy o něm mluvily jako o „Komiksákovi“. Scenáristé měli v úmyslu postavu pojmenovat již v prvním dílu, ale nemohli pro ni vymyslet jméno, a tak ji nazvali Komiksák s tím, že při dalším použití postavu pojmenují, nicméně to stále odkládali. Showrunner Al Jean ke jménu poznamenal: „Bylo speciálně uděláno proto, aby se lidé opravdu naštvali. Prostě jsme se snažili vybrat nějaké obecné jméno. Byla tu také show Super Bowl. Udělali jsme to tak, aby to vidělo co nejvíc lidí.“. Matt Groening uvedl, že původně zamýšlel, že se bude Komiksák jmenovat Louis Lane a bude „posedlý a utrápený“ Lois Laneovou, ale když ho scenáristé pojmenovali, nebyl u toho.

## Přijetí
Původní vysílání epizody sledovalo 23,1 milionu lidí, což z ní činí nejsledovanější díl od 14. řady Speluji, jak nejrychleji dovedu. V týdenní sledovanosti v týdnu od 31. ledna do 6. února 2005 skončila na šestém místě.